# Iori Kogawa
Iori Kogawa (古川 いおり?, Kogawa Iori; Hirakata, 25 settembre 1992) è una pornostar giapponese.

## Biografia
Debutta ufficialmente nell'industria AV giapponese l'8 novembre 2012 con la casa produttrice SOD, pubblicando Iori Kogawa AV Debut.
Nel 2013 riceve il premio Excellence Actress Award al 64° SOD Awards.
Nel luglio del 2014 la sua popolatità la piazza al 20º posto per un concorso nel quale si otteneva il diritto ad apparire nel videogioco Yakuza 0, pubblicato da SEGA.
Il 24 settembre 2015 entra ufficialmente come membro di seconda generazione nel gruppo musicale Ebisu Muscats.
Il 3 marzo 2017 riceve il premio Ceyzo prize 2017 durante l'Adult Broadcasting Awards.

## Vita privata
La sua prima esperienza sessuale risale all'età di 18 anni con una persona di un anno più grande dopo essere entrata in un istituto professionale di Osaka, ed ebbe in totale esperienze con 2 uomini prima di entrare nell'industria AV.